# Pirita (quartier)
Pirita est un quartier du district de  Pirita  à Tallinn en Estonie.

## Description
En 2019, Pirita compte 1 029 habitants.
Sa superficie  est de 1,73 km2.
Les rues du quartier sont Rätsepa tee, Lauri tee, Puki tee , Masti tänav, Purje tänav, Regati puiestee, Eduard Bornhöhe tee, Jahimehe tee, Jahimehe põik, Kalamehe tee, Kalmuse tee, Kloostri tee, Kloostrimetsa tee, Kõrkja tee, Meremehe tee, Merivälja tee, Metsavahi tee, Metsavahi põik, Metsniku tee, Mõrra tee, Pirita tee, Randvere tee, Rummu tee, Supluse puiestee et Toominga tänav.

## Population
| 2008 | 2010 | 2011 | 2012 | 2013 | 2014 | 2015 |
| ---- | ---- | ---- | ---- | ---- | ---- | ---- |
| 867  | 911  | 911  | 926  | 948  | 960  | 997  |

| 2016  | 2017  | 2018  | 2019  | 2020  | 2021  | 2022  |
| ----- | ----- | ----- | ----- | ----- | ----- | ----- |
| 1 019 | 1 019 | 1 034 | 1 029 | 1 102 | 1 116 | 1 107 |

## Transports
Les lignes de bus n° 1А, 6, 8, 34А, 38, 49 desservent le quartier.

## Lieux et monuments
- Kloostri tee 6 - Administration du district de Pirita ;
- Purje tn 8 – Hôtel Pirita Marina Hotel & Spa ;
- Purje tn 13 - Port de plaisance de Pirita ;
- Pirita tee 17 – Yacht club Kalev ;
- Merivälja tee 18 – Maison d'hôtes du monastère de Pirita ;
- Metsavahi tee 4 - Centre social de Pirita ;
- Metsavahi tee 19 – Lycée d'économie de Pirita, Bibliothèque de Pirita ;
- E. Bornhöhe tee 10 - Jardin d'enfants de Pirita ;
- Rummu tee 4 - Supermarché Selver ;
- Merivälja tee 24 – Centre commercial Pirita Keskus,
- Kloostrimetsa tee 22 - Centre de secours de Pirita ;
- Kloostrimetsa tee 29 – Centre médical de Pirita.

Le quartier compte aussi le rocher géant de Merivälja (et).

## Galerie

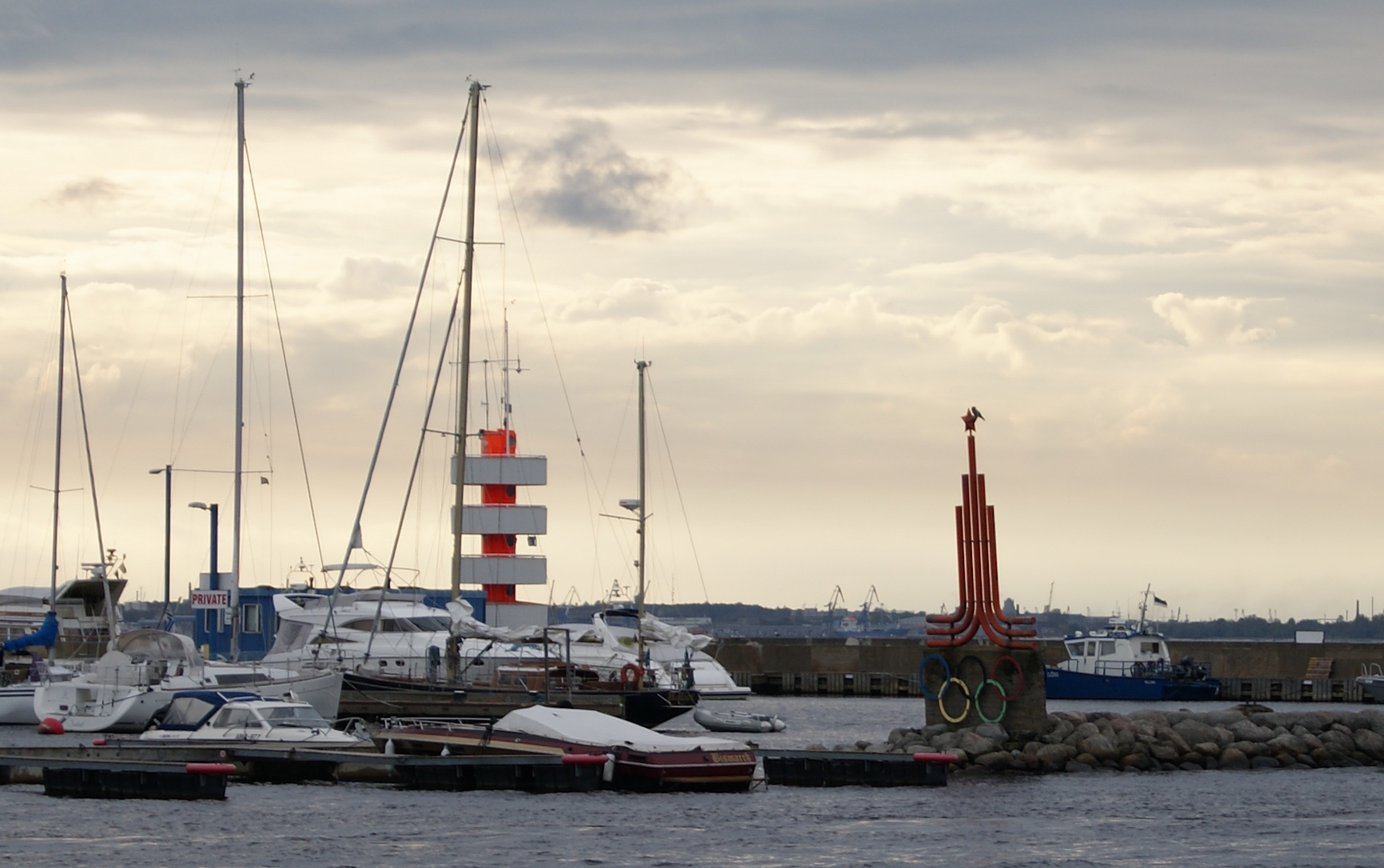
Port de Pirita
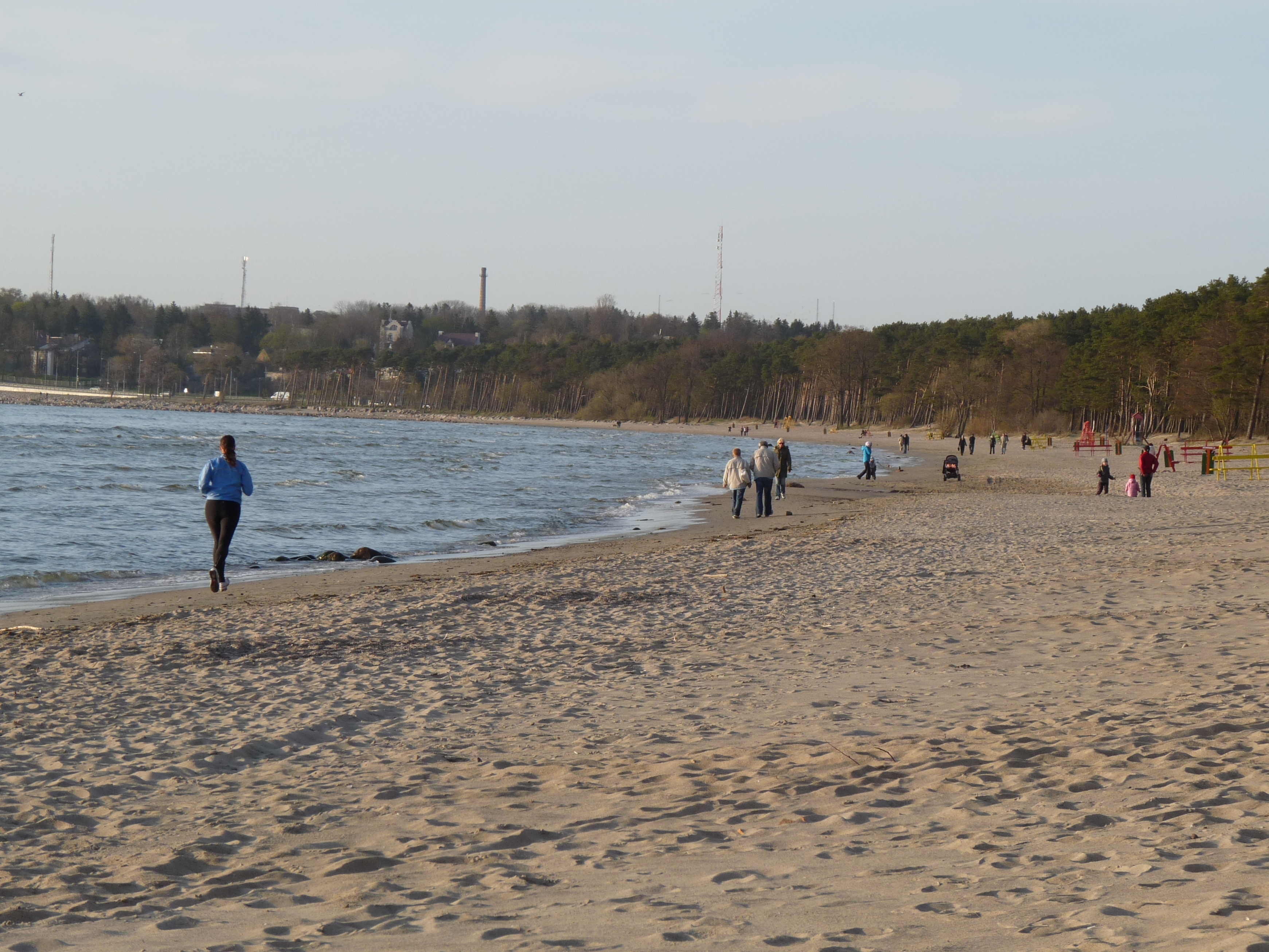
Merivälja vu de Pirita.
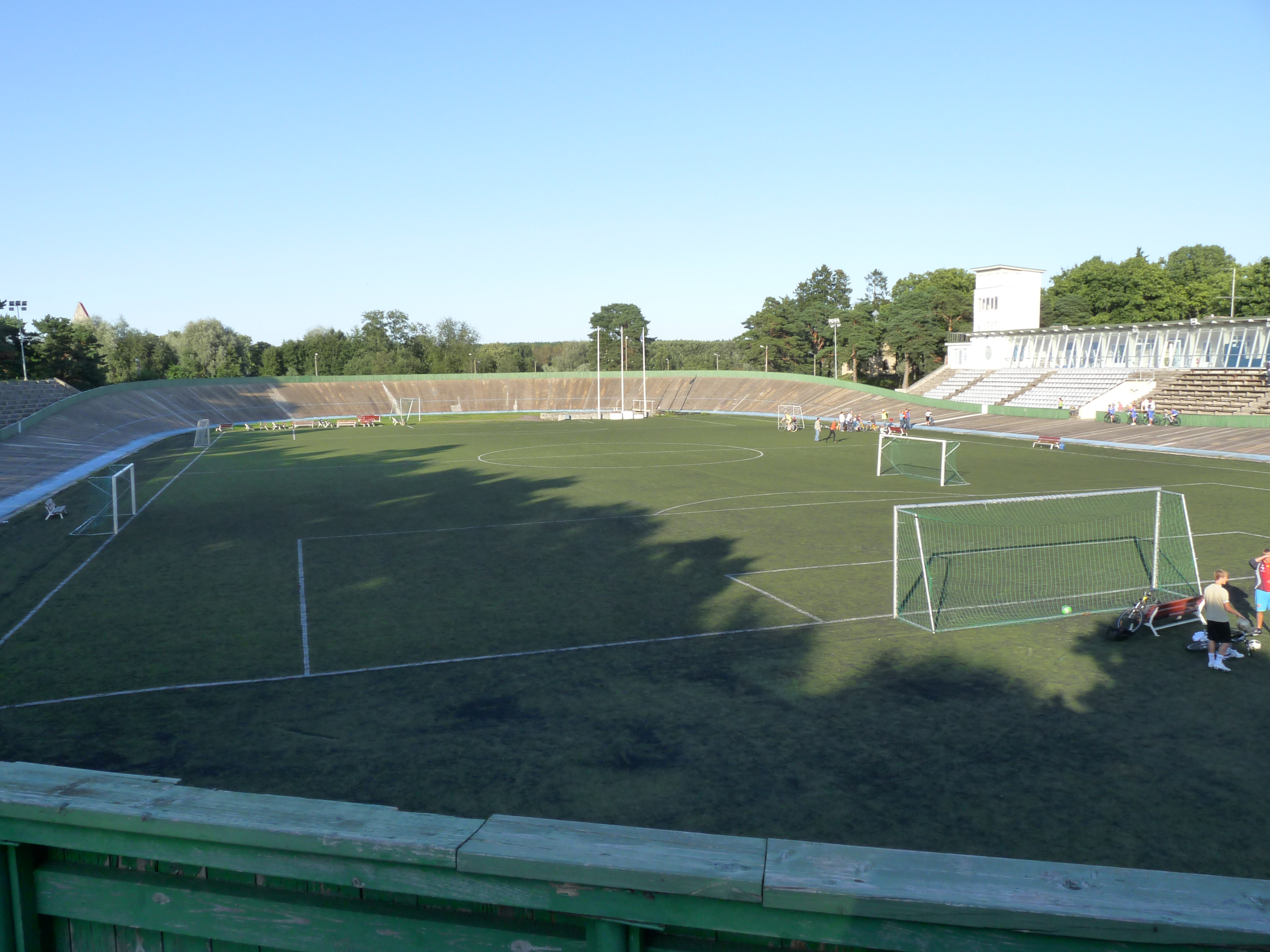
Vélodrome de Pirita.
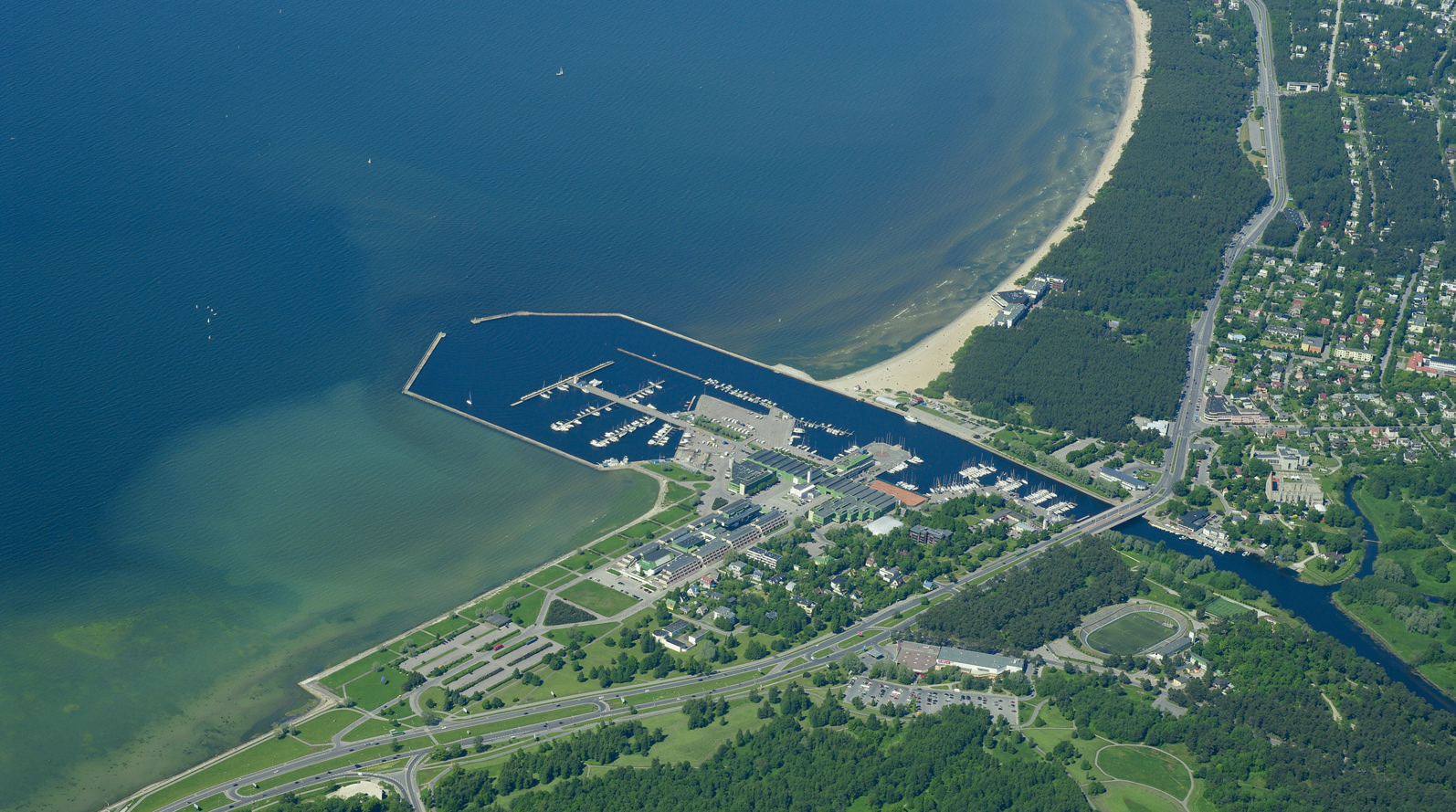
Vue aérienne du quartier.

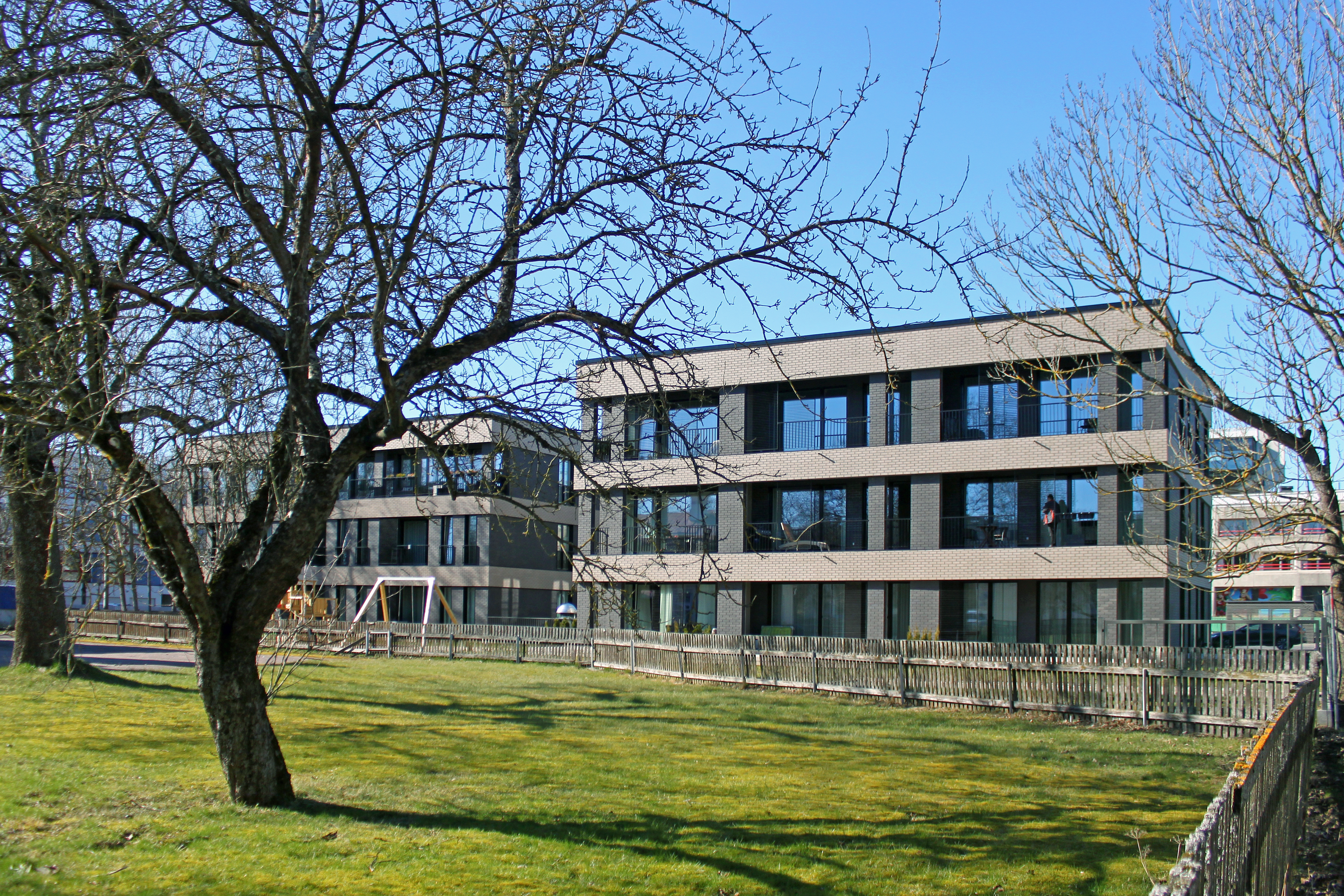
Regati tänav.
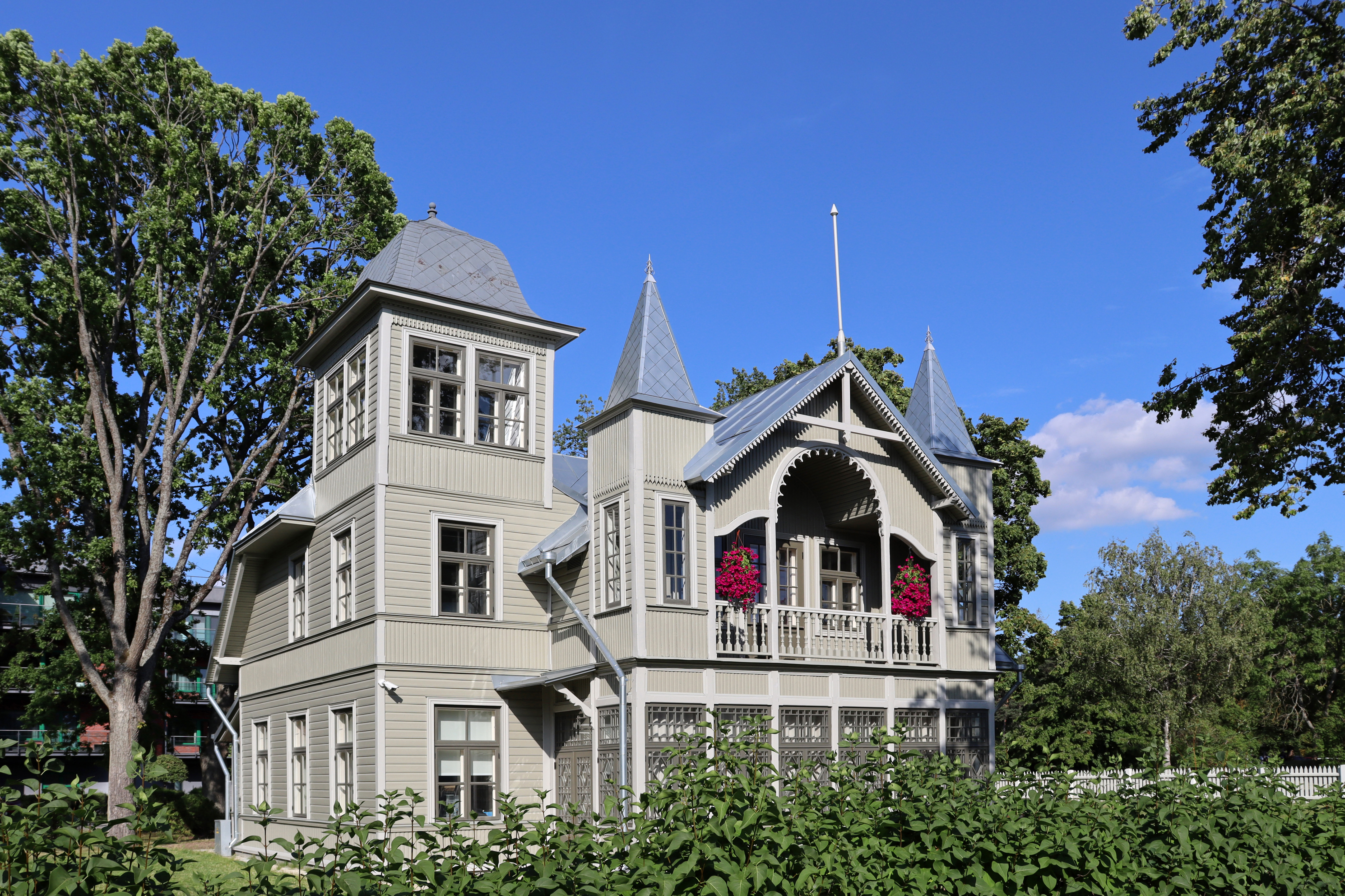
Purje tänav 4.
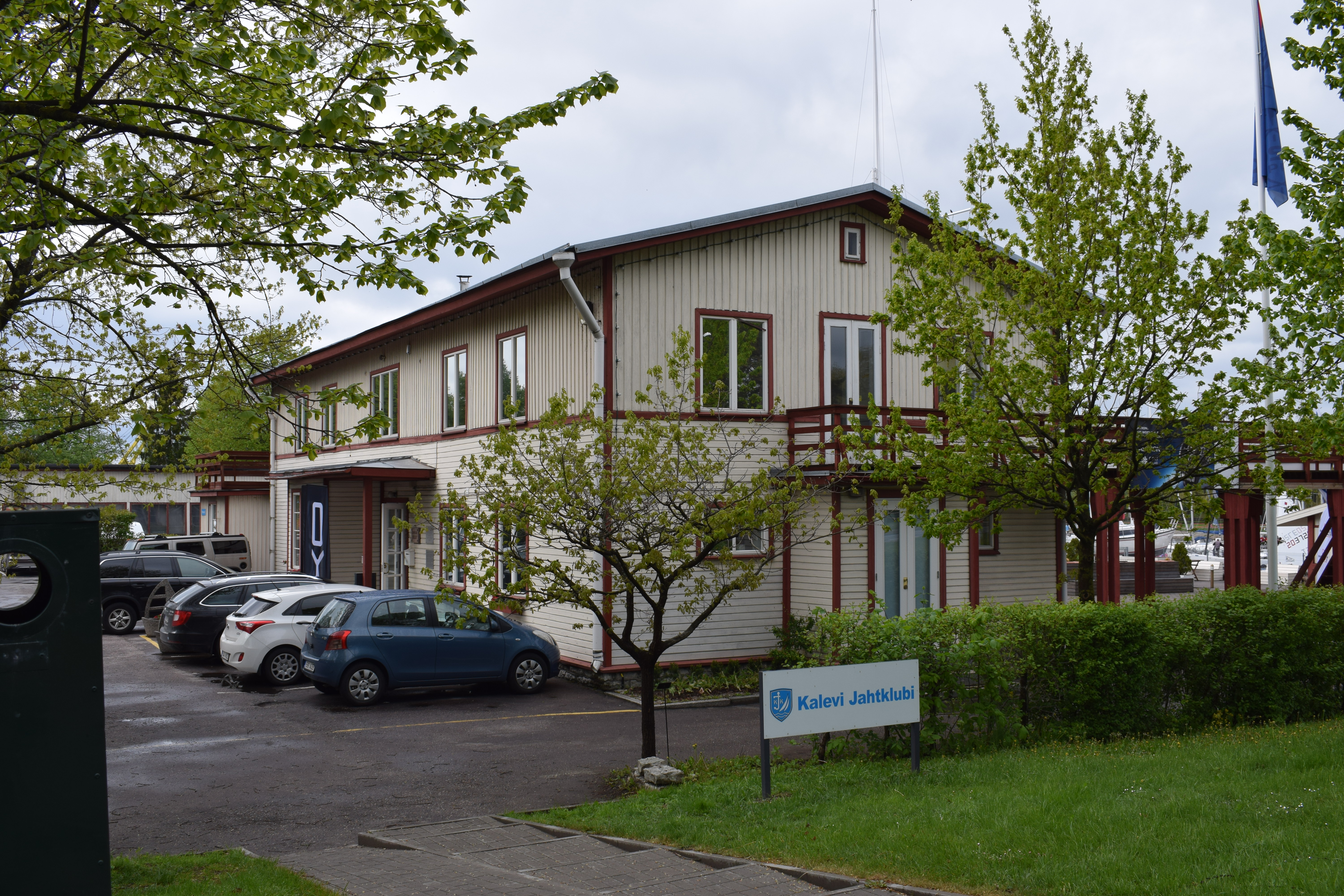
Yacht club Kalev.
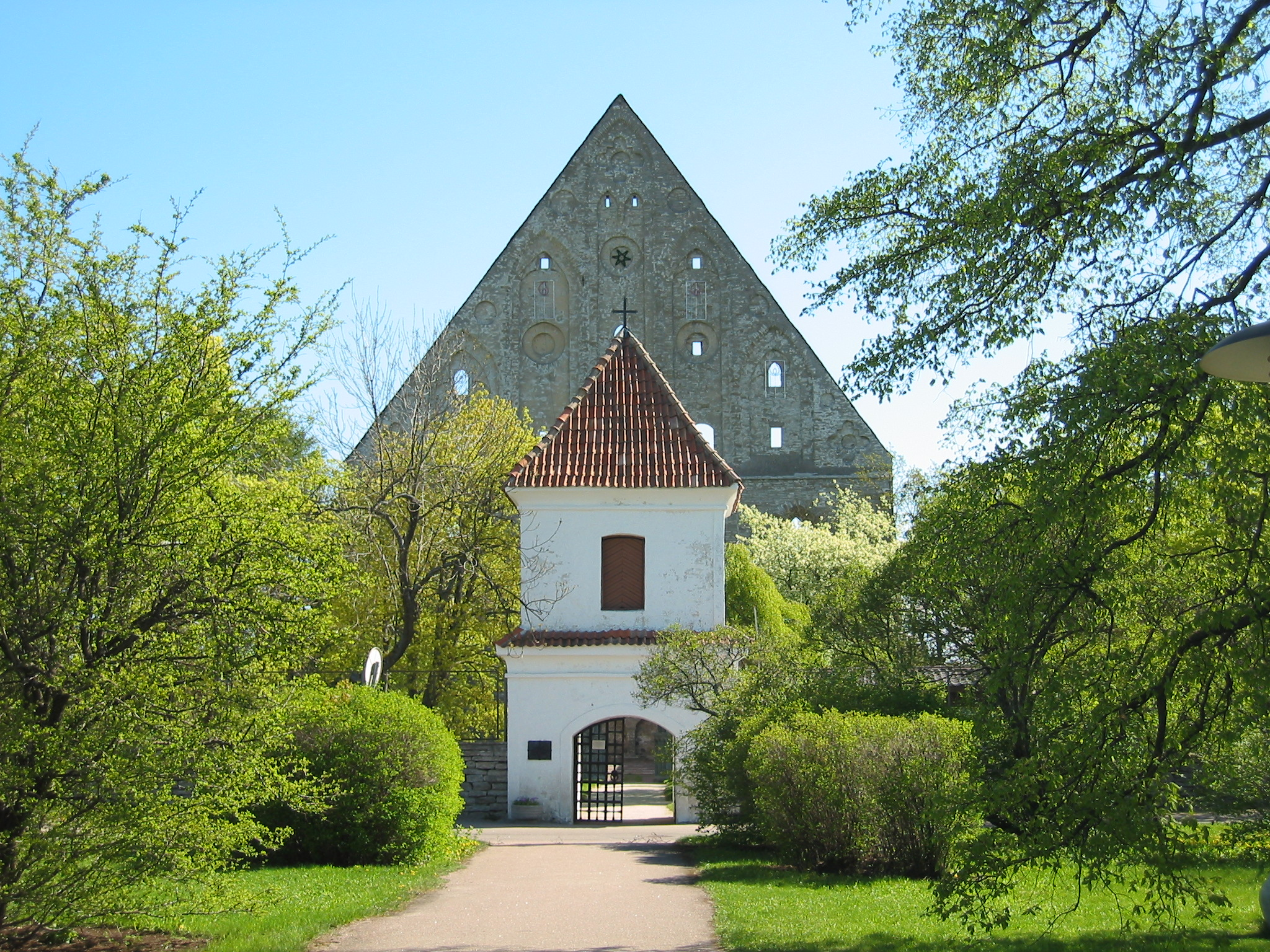
Monastère Sainte-Brigite.

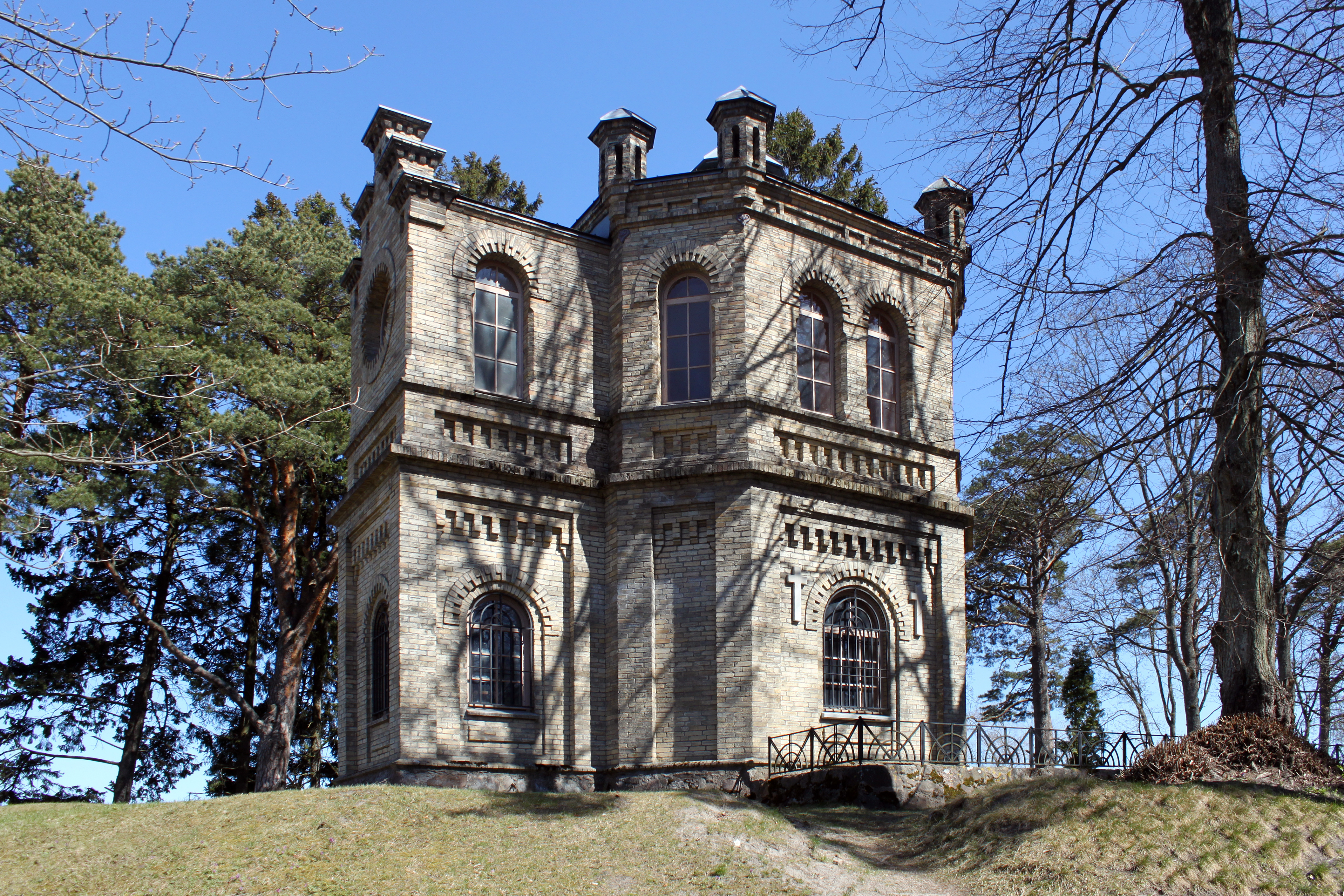
Chapelle de la famille Koch.
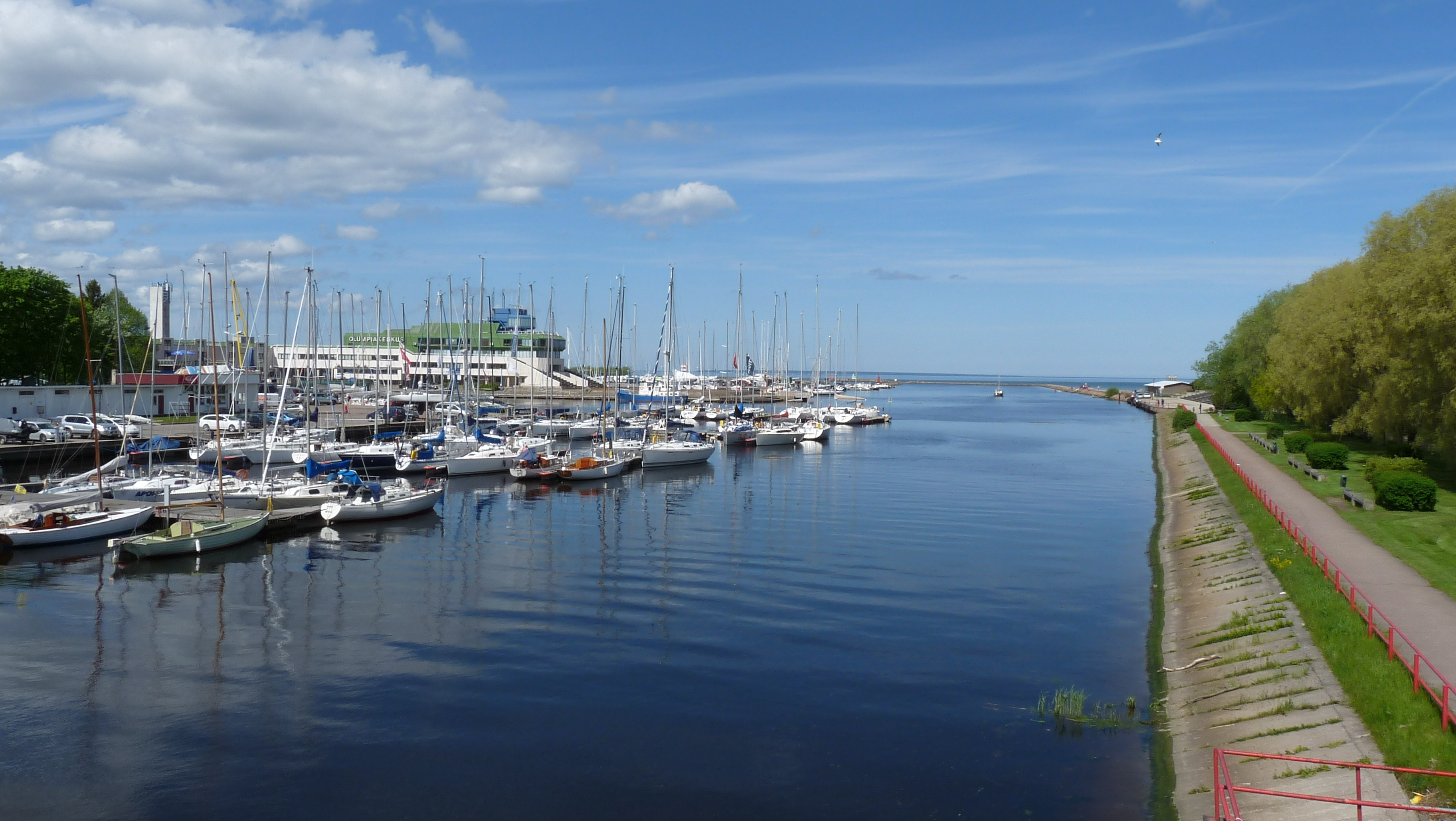
Estuaire de la rivière Pirita et centre de voile.
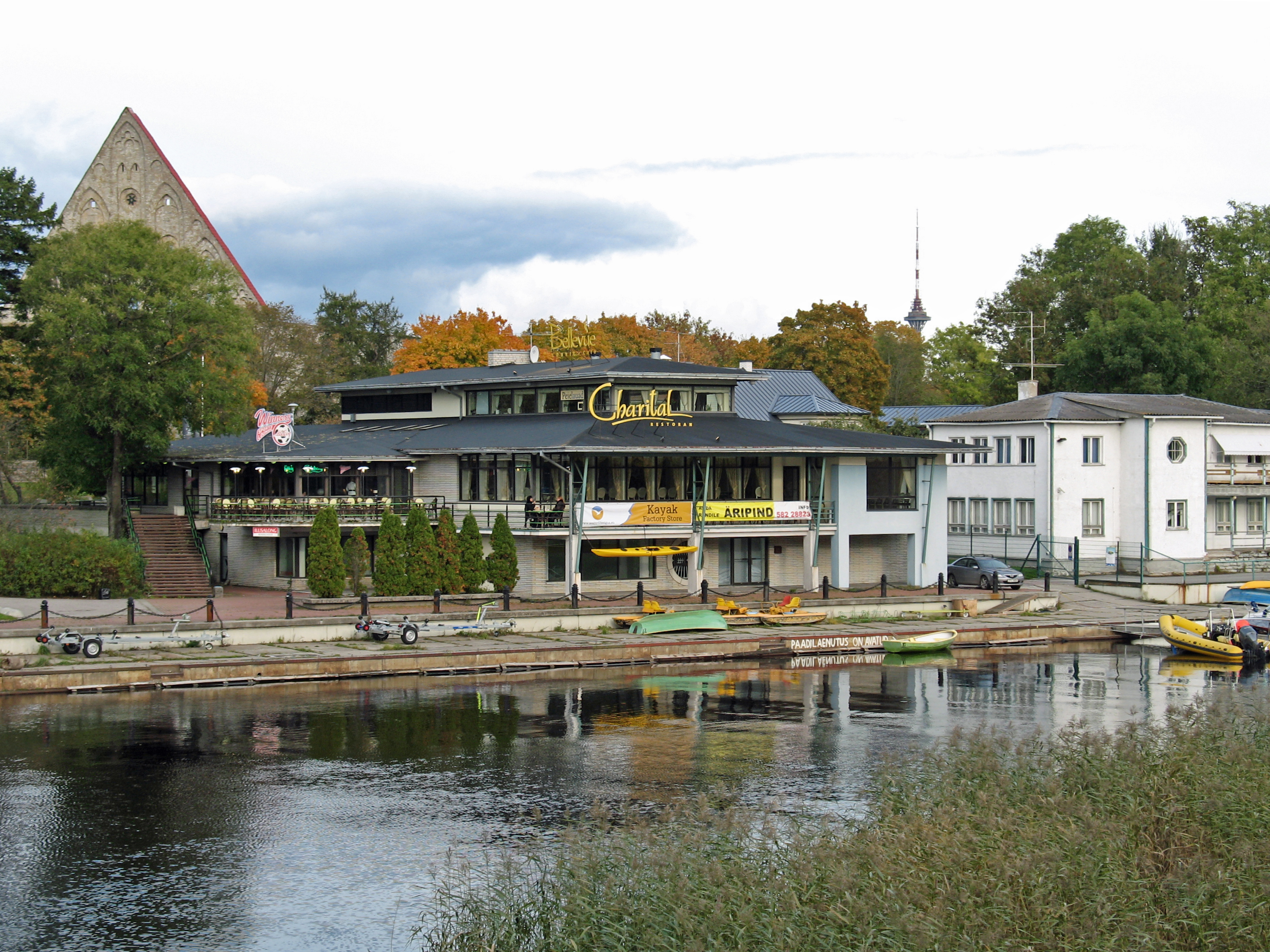
Gare maritime.
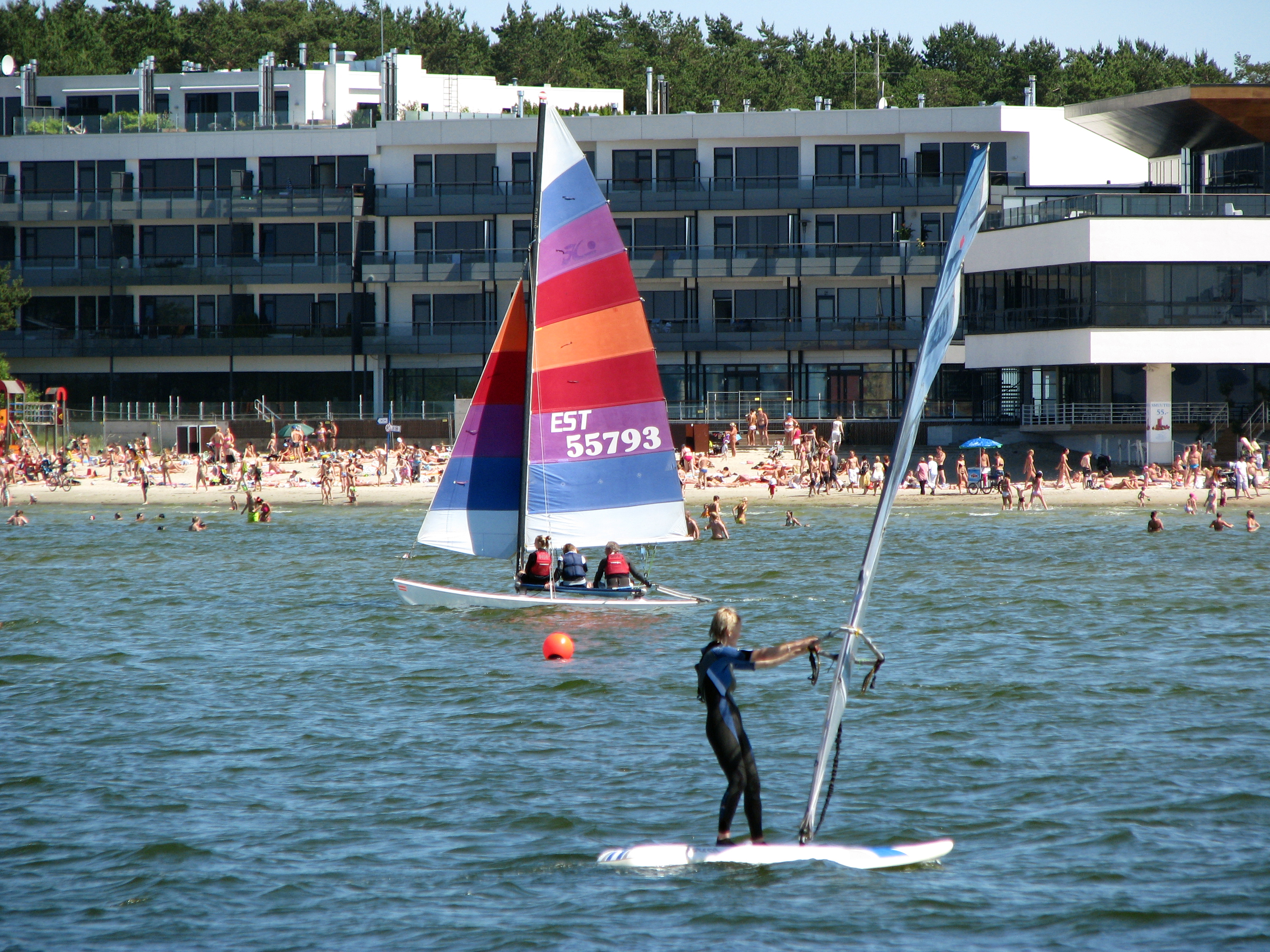
Plage et complexe Pirita Beach Apartments & SPA